# كريس تييرني
كريس تييرني (بالإنجليزية: Chris Tierney)‏ (9 يناير 1986 في الولايات المتحدة - ) هو لاعب كرة قدم أمريكي في مركز الوسط. لعب مع نيو إنجلاند ريفولوشن.

## وصلات خارجية
- كريس تييرني على موقع الدوري الأمريكي (الإنجليزية)
- كريس تييرني على موقع قاعدة بيانات كرة القدم.إي يو (الإنجليزية)
- كريس تييرني على موقع Soccerbase.com (لاعب) (الإنجليزية)
- كريس تييرني على موقع Soccerway.com (الإنجليزية)
- كريس تييرني على موقع عالم كرة القدم.نت (الإنجليزية)
- كريس تييرني على موقع AS.com (الإسبانية)